# بازگنجشک پهلوبلوطی
بازگنجشک پهلوبلوطی (نام علمی: Accipiter castanilius) یک گونه "بازگنجشک‌ها در خانواده بازان در غرب آفریقا است.

## پراکندگی
بازگنجشک پهلوبلوطی در غرب آفریقا از جنوب نیجریه تا کامرون و گابن تا جمهوری دموکراتیک کنگو دیده می‌شود. گفته می‌شود که در جنگل‌های گینه علیا در غرب نیجریه یافت می‌شود اما این مورد تأیید نشده‌است.